# Collegio uninominale Puglia - 07 (Senato della Repubblica)
Il collegio elettorale uninominale Puglia - 07 è stato un collegio elettorale uninominale della Repubblica Italiana per l'elezione del Senato tra il 2017 ed il 2022.

## Territorio
Come previsto dalla legge elettorale italiana del 2017, il collegio era stato definito tramite decreto legislativo all'interno della circoscrizione Puglia.
Era formato dal territorio di 24 comuni: Carosino, Castellaneta, Crispiano, Faggiano, Fragagnano, Ginosa, Grottaglie, Laterza, Leporano, Lizzano, Martina Franca, Massafra, Monteiasi, Montemesola, Monteparano, Mottola, Palagianello, Palagiano, Pulsano, Roccaforzata, San Giorgio Ionico, San Marzano di San Giuseppe, Statte, Taranto.
Il collegio era quindi interamente compreso nella provincia di Taranto.
Il collegio era parte del collegio plurinominale Puglia - 02.

## Eletti
| Elezione | Elezione | Senatore    | Partito            |
| -------- | -------- | ----------- | ------------------ |
|          | 2018     | Mario Turco | Movimento 5 Stelle |

## Dati elettorali

### XVIII legislatura
Come previsto dalla legge elettorale, 116 senatori erano eletti con sistema a maggioranza relativa in altrettanti collegi uninominali a turno unico.
| Candidati              | Candidati              | Voti    | %     | Liste                                | Voti    | %     |
| ---------------------- | ---------------------- | ------- | ----- | ------------------------------------ | ------- | ----- |
|                        | Mario Turco ✔️ Eletto  | 114 996 | 45,65 | Movimento 5 Stelle                   | 114 996 | 45,65 |
|                        | Maria Francavilla      | 83 795  | 33,26 | Forza Italia                         | 54 157  | 21,50 |
| Lega                   | Maria Francavilla      | 83 795  | 33,26 | 15 913                               | 6,32    |       |
| Fratelli d'Italia      | Maria Francavilla      | 83 795  | 33,26 | 8 549                                | 3,39    |       |
| Noi con l'Italia - UDC | Maria Francavilla      | 83 795  | 33,26 | 5 176                                | 2,05    |       |
|                        | Maria Grazia Cascarano | 38 178  | 15,15 | Partito Democratico                  | 33 617  | 13,34 |
| +Europa                | Maria Grazia Cascarano | 38 178  | 15,15 | 2 449                                | 0,97    |       |
| Italia Europa Insieme  | Maria Grazia Cascarano | 38 178  | 15,15 | 1 236                                | 0,49    |       |
| Civica Popolare        | Maria Grazia Cascarano | 38 178  | 15,15 | 876                                  | 0,35    |       |
|                        | Stefano Fabbiano       | 6 461   | 2,56  | Liberi e Uguali                      | 6 461   | 2,56  |
|                        | Rita Matteo            | 2 245   | 0,89  | Potere al Popolo!                    | 2 245   | 0,89  |
|                        | Paola Maragliulo       | 1 916   | 0,76  | Italia agli Italiani                 | 1 916   | 0,76  |
|                        | Raffaele De Cataldis   | 1 630   | 0,65  | CasaPound                            | 1 630   | 0,65  |
|                        | Elvira Galanto         | 1 184   | 0,47  | Il Popolo della Famiglia             | 1 184   | 0,47  |
|                        | Angela Iudici          | 1 051   | 0,42  | Partito Comunista                    | 1 051   | 0,42  |
|                        | Cosimo Berardi         | 305     | 0,12  | Lista del Popolo per la Costituzione | 305     | 0,12  |
|                        | Candida Pezzolla       | 162     | 0,06  | PRI - ALA                            | 162     | 0,06  |
| Totale                 | Totale                 | 251 923 | 100   |                                      | 251 923 | 100   |
|                        |                        |         |       |                                      |         |       |
| Voti non validi        | Voti non validi        | 9 586   | 3,67  |                                      |         |       |
| Votanti                | Votanti                | 261 509 | 68,28 |                                      |         |       |
| Elettori               | Elettori               | 383 005 |       |                                      |         |       |